# Sade
Sade ([ʃɑːˈdeɪ], Шаде́й) — британская музыкальная группа, состоящая из Шаде Аду, Стюарта Мэтьюмена, Пола Спенсера Денмена и Эндрю Хэйла. Группа носит имя единственной вокалистки группы, Шаде Аду, и часто ассоциируется только с ней. Музыка группы имеет эклектичный характер, сочетая в себе элементы музыки соул, джаза, ритм-н-блюза, фанка и софт-рока. Группа дебютировала в 1984 году и имела большой коммерческий успех в 1980-х, 1990-х и в 2000-х годах во всем мире. Начиная с дебютного альбома группы 1984 года, Diamond Life, группа продала более 23 миллионов копий своих альбомов только в США и более 50 миллионов копий во всем мире. Многократный номинант и четырёхкратный лауреат премии Грэмми и других престижных премий в области звукозаписывающей индустрии. В 2010 году группа выпустила первый за десятилетие новый студийный альбом — Soldier of Love.

## 1980-е годы

### 1982—1983
Sade была образована в 1982 году, когда участники латино-соул группы Pride — Хэлен Фолашаде Аду, Стюарт Мэтьюмен и Пол Спенсер Денмен вместе с Полом Куком (англ. Paul Cook) организовали отдельную группу и начали записывать свой собственный материал. Позднее, в 1983 году, к Sade присоединился Эндрю Хэйл. А в 1984 году Пол Кук покинул группу.
Дебют Sade состоялся в декабре 1982 года в Клубе Ронни Скотта в Лондоне, когда группа выступила в поддержку Pride. В мае 1983 года Sade выступили в Клубе Дэнсетерия в Нью-Йорке. Это было первое американское выступление группы. Sade заслужили больше внимания СМИ и звукозаписывающих компаний и отделились окончательно.
18 октября 1983 года Шаде Аду подписала контракт с Epic Records. Затем, в 1984 году, контракты подписали остальные участники группы. Все последующие альбомы Sade были выпущены на этой студии грамзаписи.

### 1984
25 февраля 1984 года Sade выпустили в Великобритании свой первый сингл «Your Love Is King». 28 июля они выпустили в Великобритании свой дебютный альбом Diamond Life. Diamond Life до сих пор остаётся лучшим дебютным альбомом-бестселлером британской группы из числа когда-либо выпускавшихся.
В том же году Sade совершили своё первое турне по Великобритании в поддержку Diamond Life. Приглашёнными музыкантами были Дейв Эоли (Dave Early) (барабаны), Мартин Дичем (Martin Ditcham) (ударные), Тэрри Бэйли (Terry Bailey) (труба) и Гордон Мэтьюмен (Gordon Matthewman) (тромбон).
8 декабря 1984 года Sade выпустили свой первый американский сингл «Hang On To Your Love». 23 февраля 1985 Diamond Life был выпущен в США.

### 1985
В 1985 году Sade получили Премию Британской Ассоциации Звукозаписывающих Компаний (British Phonographic Institute Award) за Лучший Альбом — Diamond Life. Видео «Smooth Operator», снятое режиссёром Джулианом Темплом (Julian Temple), было номинировано на две награды MTV Video Music Awards в номинациях Лучшее Женское Видео и Лучший Новый Исполнитель.
13 июля 1985 года Sade выступили на концерте Live Aid на стадионе «Уэмбли» в Лондоне. Шаде Аду стала первой исполнительницей африканского происхождения, представшей перед 75 000 живой аудиторией и примерно 1,4 миллиардами телезрителей в 170 странах.
16 ноября 1985 года Sade выпустили в Великобритании свой второй альбом Promise. 21 декабря 1985 года Promise был выпущен в США.

### 1986
В 1986 году Шаде Аду получила номинацию на престижную премию American Music Awards в категории «Исполнительница с лучшим видео в стиле соул/ритм-н-блюз». Шаде также получила свою первую награду «Грэмми» как «Лучший новый исполнитель».
В 1985—1986 годах Sade совершили первое мировое турне, в поддержку Promise. Приглашенными музыкантами были Дейв Эоли (барабаны), Мартин Дичем (ударные), Гордон Мэтьюмен (труба), Джейк Джейкас (Jake Jacas) (тромбон и бэк-вокал), Лерой Осборн (Leroy Osbourne) (вокал) и Гордон Хант (Gordon Hunte) (гитара). Sade не закончили концерт во Франкфурте, выражая этим свой протест против нездорового внимания СМИ к частной жизни, друзьям и семьям участников группы.
28 июня 1986 года Sade выступили на концерте Artists Against Apartheid на Фестивале Свободы на Clapham Common в Лондоне.

### 1987
В 1987 году Sade с их альбомом Promise были номинированы на Грэмми в номинации «Лучшее исполнение дуэтом или группой с вокалом в стиле ритм-н-блюз».

### 1988
14 мая 1988 года Sade выпустили в Великобритании (4 июня — в США) свой третий альбом Stronger Than Pride. В том же году Sade совершили мировое турне в поддержку альбома. Приглашенными музыкантами были Блэйр Каннингем (Blair Cunningham) (барабаны), Мартин Дичем (ударные), Лерой Осборн (вокал), Гордон Хант (гитара), Джеймс МакМиллан (James McMillan) (труба) и Джейк Джейкас (тромбон и вокал).

### 1989
В 1989 году Шаде Аду была номинирована на American Music Awards в номинации «Лучшая соул/ритм-н-блюз исполнительница».

## 1990-е годы

### 1992
11 ноября 1992 года Sade выпустили в Великобритании (21 ноября — в США) свой четвёртый альбом Love Deluxe.

### 1993
В 1993 году Sade совершили мировое турне в поддержку Love Deluxe. Приглашенными музыкантами были Лерой Осборн (вокал), Гордон Хант (гитара), Тревор Мюррел (Trevor Murrell) (барабаны), Карл Ванден Бош (Karl Vanden Bossche) (ударные) и Рик Браун (Rick Braun) (труба).

### 1994
В 1994 Sade получили Грэмми за песню «No Ordinary Love» в номинации «Лучшее исполнение дуэтом или группой в стиле ритм-н-блюз».
12 ноября 1994 года Sade выпустили в Великобритании (и 26 ноября — в США) свой пятый альбом, сборник лучших песен The Best of Sade.

## 2000-е годы

### 2000
13 ноября 2000 года, после длительного перерыва, Sade выпустили в Великобритании (14 ноября — в США) свой шестой и пятый студийный альбом Lovers Rock.

### 2001
В 2001 году Sade совершили турне по США в поддержку Lovers Rock.

### 2002
18 февраля 2002 года Sade выпустили в Великобритании свой первый концертный альбом Lovers Live.

### 2009
В 2009 году появились слухи о том, что группа работает над новым студийным альбомом. Как сообщило агентство Reuters, ссылаясь на источники Billboard.com, Шадэ работают в студии с июня. Кроме этого, сайт Sade2009.com, представлявшийся как новый официальный сайт группы, сначала сообщал о том, что их новый альбом будет выпущен в ноябре 2009 года, но затем — о том, что точная дата выпуска неизвестна. Сайт также сообщает, что служащий Sony Music был уволен в июне за утечку информации о дате выпуска альбома, а сама компания скрывает любую информацию о проекте. Один из пользователей форума на официальном сайте Sadeusa.com сообщает о том, что Sade2009.com является делом рук фанатов.
В конце ноября на официальном сайте группы появилось сообщение о том, что новый альбом группы будет выпущен 8 февраля 2010 года одновременно во всех странах мира под названием «Soldier of Love» («Солдат любви»). 8 декабря на официальном сайте и на радио состоялась премьера песни Soldier of Love, первого сингла с альбома.

## 2010-е годы

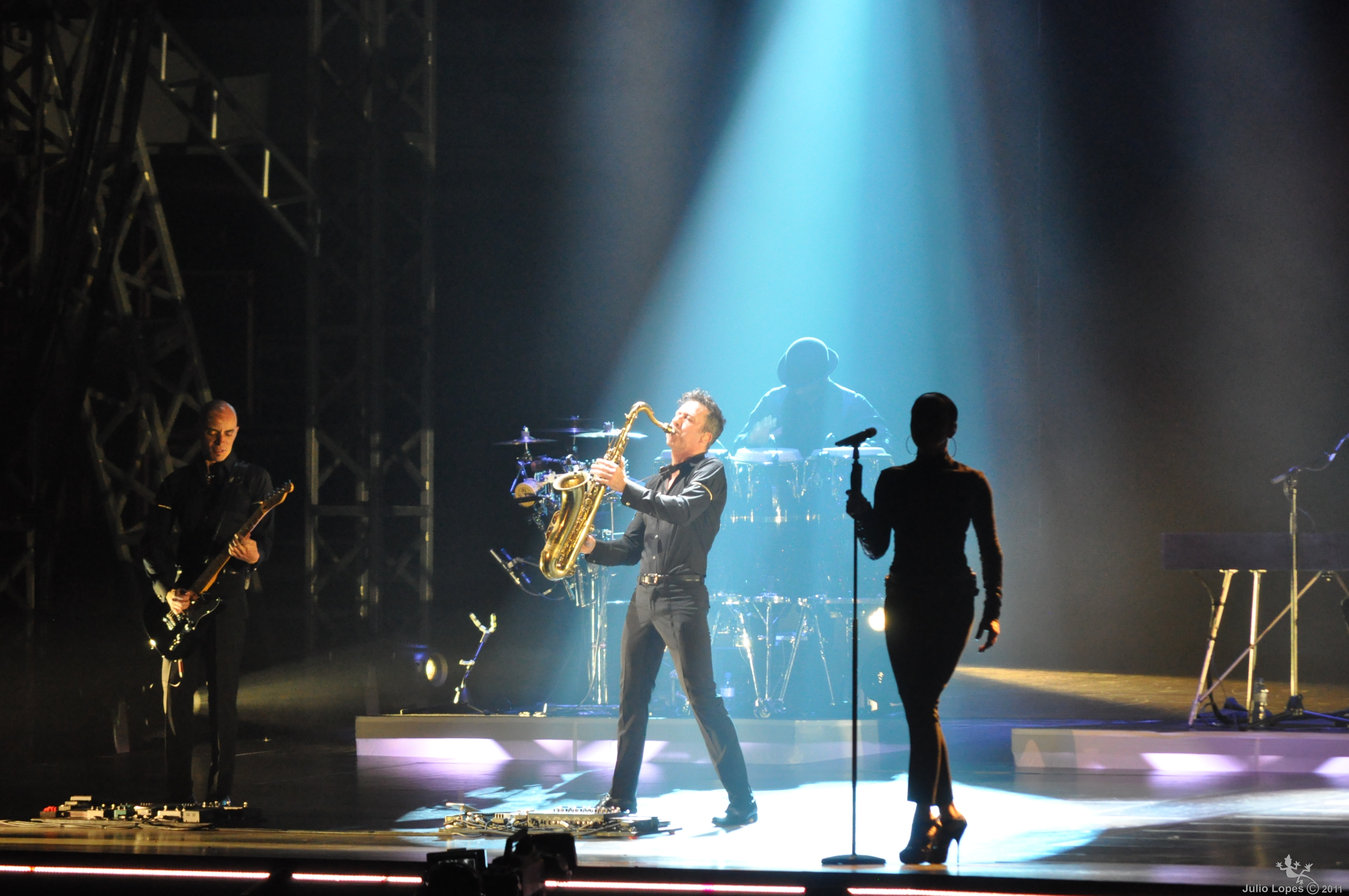
Бразилия, 2011 год

### 2010
Одноимённая песня с нового альбома «Soldier of Love» выпущена в качестве первого сингла на iTunes 12 января 2010 года. Шестой студийный альбом группы, «Soldier of Love», был выпущен 8 февраля. Альбом дебютировал на первой строчке американского чарта Billboard 200. Таким образом, все первые восемь альбомов группы, начиная с дебютного «Diamond Life» 1985 года, попали в первую десятку этого чарта.

### 2011
3 мая 2011 года группа выпустила второй сборник лучших песен — «The Ultimate Collection». В сборник вошло множество синглов из долгой карьеры группы: «Your Love Is King», «Smooth Operator», «By Your Side», «No Ordinary Love» и «Soldier of Love». Сборник также включает в себя 4 новых композиции:
- Кавер-версию песни 1974 года «Still in Love with You» группы Thin Lizzy
- Ремикс композиции «The Moon and the Sky» featuring Jay-Z
- Две новых — «I Would Have Never Guessed» и «Love is Found»

Группа представила сборник на первом за 10 лет концертном туре.

### 2018
В саундтрек фильма «Излом времени» вошла первая за 7 лет новая песня группы Sade «Flower of the Universe», вышедшая отдельным синглом 7 марта 2018 года.
13 июля 2018 года Стюарт Мэтьюмен в интервью Rated R&B сказал, что группа работает над седьмым студийным альбом. Он сказал: «Мы работаем над новым альбомом. Когда мы будем довольны результатом, все смогут его послушать».

## Состав
Нынешний состав
- Хэлен Фолашаде Аду (англ. Helen Folasade Adu) — вокал, тексты, автор песен (1982– наши дни)
- Стюарт Мэтьюмен (англ. Stuart Matthewman) — саксофон, гитара, автор песен (1982– наши дни)
- Пол Денмен[англ.] (англ. Paul Spencer Denman) — бас, автор песен (1982– наши дни)
- Эндрю Хэйл (англ. Andrew Hale) — клавишные, автор песен (1982– наши дни)

Бывшие участники
- Пол Энтони Кук — ударные, автор песен (1982–1984)
- Дэйв Ирли[англ.] — ударные (1984–1985)

## Дискография

### Студийные альбомы
- Diamond Life (1984)
- Promise (1985)
- Stronger Than Pride (1988)
- Love Deluxe (1992)
- Lovers Rock (2000)
- Soldier of Love (2010)

## Фильмография
- Absolute Beginners (1986) — Athene Duncannon
- Philadelphia (ОСТ) (1993)

## Видеография
- Diamond Life Video (CBS, 1985)
- Life Promise Pride Love (Sony Music Entertainment, 1993) (переиздана на DVD — Sony/Columbia, 2000)
- Live (Sony Music Entertainment, 1994) (переиздана на DVD — Sony/Columbia, 2001)
- Lovers Live (Sony Music Entertainment, 2002)
- The Ultimate Collection DVD Videos (2011)